# Catalogo di Microsoft Update
Catalogo di Microsoft Update (Microsoft Update Catalog) è un servizio internet di aggiornamento software per i sistemi operativi Microsoft Windows.

## Funzionamento
Il servizio permette, attraverso il portale web navigabile tramite Internet explorer, di selezionare e scaricare i pacchetti di aggiornamento delle edizioni Windows da windows 2000 SP3, Windows XP, Windows Server 2003 in poi. Il catalogo contiene aggiornamenti, patch, service pack, convenience rollup packages.
Questo strumento, alternativo a Windows Update, permette di scaricare e archiviare i pacchetti di aggiornamenti che servono, per poi poterli eseguire anche offline, ciascuno indipendentemente dagli altri.
La notizia che Microsoft avrebbe rivista la politica di utilizzo del catalogo costringendo, per taluni aggiornamenti, a impiegare solo Windows Update, non è stata confermata. Anzi, da ottobre 2016 Catalogo di Microsoft Update è utilizzabile anche impiegando altri browser e non solo Internet explorer.
Sul web si trovano strumenti, alternativi a quello Microsoft, che permettono di scaricare offline tutti i pacchetti di aggiornamento Windows o Office pubblicati ad una certa data: ad esempio WSUS Offline Update.